# Mustelus albipinnis
Mustelus albipinnis  (лат.) — недавно описанный вид хрящевых рыб рода обыкновенных куньих акул семейства куньих акул отряда кархаринообразных. Обитает в восточной части Тихого океана. Размножается плацентарным живорождением. Максимальная зафиксированная длина 1,2 м. Опасности для человека не представляет. Впервые вид научно описан в 2005 году.

## Ареал
Эти акулы обитают в восточно-центральной части Тихого океана в Калифорнийском заливе, у берегов острова Анхель-де-ла-Гуарда, а также у юго-западного побережья полуострова Нижняя Калифорния (Мексика) на глубине 100 до 281 м.

## Описание
У Mustelus albipinnis вытянутое, стройное тело, окрас тёмного коричнево-серого цвета.

## Биология
Эти акулы размножаются плацентарным живорождением. В помёте 3—23 детёныша (в среднем 16). Размер эмбрионов 25—34 см. Длина новорожденных, вероятно, составляет 30—35 см. Самцы и самки достигают половой зрелости при длине 90—99 см и 94—98 см соответственно. Максимальная зафиксированная длина составляет 1,2 м.

## Взаимодействие с человеком
Не представляет опасности для человека. В некоторых районах Калифорнийского залива эти акулы составляют до 79 % от улова пластиножаберных, добываемых кустарным способом. С января по апрель акулы вида Mustelus albipinnis в качестве прилова ловятся при промышленной добыче хека на глубине свыше 150 м. В Калифорнийском заливе ведётся широкий рыбный промысел с помощью жаберных сетей, в ходе которого эти акулы также могут попадать в сети в качестве прилова. Данных для оценки статуса сохранности данного вида недостаточно.